# Osowia
Osowia – wieś w Polsce położona w województwie mazowieckim, w powiecie gostynińskim, w gminie Szczawin Kościelny.
W latach 1954–1958 wieś była siedzibą gromady Osowia, po jej zniesieniu w gromadzie Szczawin Kościelny. W latach 1975–1998 miejscowość administracyjnie należała do województwa płockiego.